# Brouwerij Permentier (Moorsel)
Brouwerij Permentier is een voormalige brouwerij in het Oost-Vlaamse Moorsel in België. De brouwerij was gelegen in het dorpscentrum, in de Kloosterstraat. De brouwerij was actief tussen 1878 en 1921.

## Historiek

### Voorgeschiedenis
Deze brouwerij kent haar oorsprong bij familie De Vis, een gekende Meldertse familie, die daar ook brouwde. Petrus Franciscus De Vis (landbouwer/herbergier) en Maria Catharina De Vos kregen in 1862 een zoon, Petrus De Vis. Hij zal de oprichter zijn van deze brouwerij. Hij was de neef van Petrus Paulus De Vis en Maria Johanna De Vos, de brouwers te Meldert. Petrus de Vis verloor zijn vader toen hij amper 4 jaar oud was.
Ten tijde van zijn huwelijk met Maria Catharina Callaert, in 1884, vermeldde de huwelijksakte hem wel al als brouwer.
In 1895 was Petrus De Vis schepen te Moorsel.

### Brouwerij De Vis - Callaert: 1903 - 1905
In 1878 werd de brouwerij opgericht door Petrus Jozef Permentier op Beugem, de huidige Kloosterstraat.

### Brouwerij Louis Permentier - De Hoop: 1905 - 1907
Louis Permentier, gehuwd met Florentina De Vis koopt in 1905 de brouwerij op Beugem. Florentina is de dochter van Isidoor De Vis, burgemeester van Meldert en broer van de brouwer De Vis van Meldert. De brouwerij noemt (of noemde misschien al eerder) op dat moment "De Hoop". Het symbool van de brouwerij is een anker.
Er waren twee brouwketels in de brouwerij aanwezig.

### Brouwerij Louis Permentier Vve.: 1907 - 1913
Helaas komt Louis Permentier enkele jaren later, in 1907, te sterven. Zijn vrouw neemt als weduwe de brouwerij over. De twee zonen uit het huwelijk, Camiel en Jozef, stonden hun moeder bij.

### Brouwerij Joseph Permentier - Tilley: 1913 - 1939
Na het huwelijk van Jozef Permentier in 1913 neemt hij de de brouwerij over onder zijn eigen naam.
Tijdens de Eerste Wereldoorlog werden de koperen ketels aangeslagen. Na de oorlog zullen nieuwe ketels besteld worden bij Lievens in Oudenaarde.
In 1919 werd toelating voor een hopast gegeven. Aangezien op oudere foto's al een hopast te zien was, werd de ast dus vergroot of herbouwd.

### Brouwerij Mouterij Permentier pvba: 1939 - 1973
In 1939 werd het bedrijf gekend onder de naam "Brouwerij - Mouterij Permentier (Brouwerij De Hoop)". Kleinzoon Gaston Permentier werd zaakvoerder.
Het bedrijf draaide na Wereldoorlog Twee op volle toeren en naast het brouwen ging men ook bier gaan verdelen. Permentier bekwam in 1947 de algemene vertegenwoordiging van het Chimay-trappistenbier. Stilaan groeide zo een groothandel in bieren en waters.
In 1954 werd het brouwen van bier stopgezet. Het bedrijf zelf bleef tot 1973 actief. Op dat moment werd de bierhandel door brouwerij Palm te Steenhuffel overgenomen.

## Trivia
De gebouwen van de brouwerij zijn vandaag nog steeds zichtbaar in het dorpsbeeld. In 2006 werd de restauratie bekroond door Heemkunde Vlaanderen als "geslaagde renovatie".